# La Cruz Techalote Colonia
La Cruz Techalote Colonia är en ort i Mexiko.   Den ligger i kommunen Hueyotlipan och delstaten Tlaxcala, i den sydöstra delen av landet, 80 km öster om huvudstaden Mexico City. La Cruz Techalote Colonia ligger 2 584 meter över havet och antalet invånare är 120.
Terrängen runt La Cruz Techalote Colonia är huvudsakligen platt, men västerut är den kuperad. Runt La Cruz Techalote Colonia är det ganska tätbefolkat, med 67 invånare per kvadratkilometer. Närmaste större samhälle är Hueyotlipan, 6,3 km söder om La Cruz Techalote Colonia. Trakten runt La Cruz Techalote Colonia består till största delen av jordbruksmark.